# Nicolas Bedos
Nicolas Simon Bedos (Neuilly-sur-Seine; 21 de abril de 1979) es un comediante, escritor, director y actor francés. Hijo de Guy Bedos, se hizo conocido en 2004 como dramaturgo. Su primera película, Sr. y Sra. Adelman, se estrenó en 2017.

## Filmografía

### Como actor
| Año  | Título                  | Rol                             | Notas                                   |
| ---- | ----------------------- | ------------------------------- | --------------------------------------- |
| 2010 | Ni reprise, ni échangée | Jean-Pierre                     | Película para televisión; como escritor |
| 2011 | Bouquet final           | Antoine                         | Película para televisión; como escritor |
| 2011 | Love Lasts Three Years  | Antoine                         |                                         |
| 2012 | Populaire               | Gilbert Japy                    |                                         |
| 2013 | Le Débarquement         | Varios                          | Sketch                                  |
| 2013 | Amour & turbulences     | Antoine                         | Aparece como escritor                   |
| 2014 | L'Art de la fugue       | Louis                           |                                         |
| 2016 | L'Invitation            | Léo                             |                                         |
| 2017 | Sr. y Sra. Adelman      | Victor de Richemont dit Adelman | Director, escritor y actor              |

### Como cineasta
| Año  | Título                  | Ocupación                  | Notas                                     |
| ---- | ----------------------- | -------------------------- | ----------------------------------------- |
| 2006 | Sortie de scène         | Guionista                  | Película para televisión                  |
| 2009 | Folie douce             | Guionista                  | Película para televisión                  |
| 2010 | Ni reprise, ni échangée | Guionista                  | Película para televisión                  |
| 2011 | Bouquet final           | Guionista                  | Película para televisión                  |
| 2012 | Les Infidèles           | Guionista                  |                                           |
| 2013 | Love Is in the Air      | Guionista                  |                                           |
| 2015 | Encore heureux          | Guionista                  |                                           |
| 2017 | Sr. y Sra. Adelman      | Director, guionista, actor | Nominado—César a la mejor ópera prima     |
| 2019 | La Belle Époque         | Director, guionista        | Pendiente-Premios César al mejor director |